# Р
Р (onderkast р) is een letter van het cyrillische alfabet. Het wordt uitgesproken als /r/ of /rʲ/. Deze letter kan verward worden met de latijnse P.

## Weergave

### Unicode
De Р en р zijn in 1993 toegevoegd aan de Unicode 1.0 karakterset.
In Unicode vindt men Р onder het codepunt U+0420 (hex) en р onder U+0440.

### HTML
In HTML kan men voor Р de code &Rcy; gebruiken, en voor р &rcy;.